# Camilo Mércio
Camilo Teixeira Mércio (Bagé, 16 de junho de 1891 — 8 de julho de 1958) foi um advogado, jornalista e político brasileiro.
Filho de Favorino Mércio Pereira e Amélia Teixeira Mércio, formou-se pela Faculdade Livre de Direito do Rio de Janeiro. Foi jornalista no jornal A Federação.
Foi presidente do Guarany Futebol Clube de Bagé, em 1920. Foi ministro do Tribunal de Contas, eleito deputado federal de 1934 a 1937, assumiu a vaga de senador de 1951 a 1955, quando suplente de Getúlio Dorneles Vargas, este renunciou ao final dos trabalhos da Assembleia Nacional Constituinte.